# 1974年のナショナルリーグチャンピオンシップシリーズ
1974年の野球において、メジャーリーグベースボール（MLB）のポストシーズンは10月5日に開幕した。ナショナルリーグの第6回リーグチャンピオンシップシリーズ（英語: 6th National League Championship Series、以下「リーグ優勝決定戦」と表記）は、同日から9日にかけて計4試合が開催された。その結果、ロサンゼルス・ドジャース（西地区）がピッツバーグ・パイレーツ（東地区）を3勝1敗で下し、8年ぶり17回目のリーグ優勝および14回目のワールドシリーズ進出を果たした。
この年のレギュラーシーズンでは両球団は12試合対戦し、パイレーツが8勝4敗と勝ち越していた。ドジャースは今シリーズを突破したものの、唯一敗れた第3戦では守備で5失策を記録した。1試合5失策はリーグ優勝決定戦史上最多である。ワールドシリーズ開幕を前に、ドジャース監督のウォルター・オルストンは自軍の弱点が守備であると認めた。そのワールドシリーズでもドジャースは失策からの失点を重ね、アメリカンリーグ王者オークランド・アスレチックスに1勝4敗で敗れて、9年ぶり5度目の優勝を逃した。

## 試合結果
1974年のナショナルリーグ優勝決定戦は10月5日に開幕し、途中に移動日を挟んで5日間で4試合が行われた。日程・結果は以下の通り。
| 日付                                                     | 試合  | ビジター球団（先攻）     | スコア | ホーム球団（後攻）       | 開催球場                     | 開催球場                                            |
| -------------------------------------------------------- | ----- | ------------------------ | ------ | ------------------------ | ---------------------------- | --------------------------------------------------- |
| 10月05日（土）                                           | 第1戦 | ロサンゼルス・ドジャース | 3－0   | ピッツバーグ・パイレーツ | スリー・リバース・スタジアム | スリー・リバース・ · スタジアムドジャー・スタジアム |
| 10月06日（日）                                           | 第2戦 | ロサンゼルス・ドジャース | 5－2   | ピッツバーグ・パイレーツ | スリー・リバース・スタジアム | スリー・リバース・ · スタジアムドジャー・スタジアム |
| 10月07日（月）                                           |       | 移動日                   | 移動日 | 移動日                   |                              | スリー・リバース・ · スタジアムドジャー・スタジアム |
| 10月08日（火）                                           | 第3戦 | ピッツバーグ・パイレーツ | 7－0   | ロサンゼルス・ドジャース | ドジャー・スタジアム         | スリー・リバース・ · スタジアムドジャー・スタジアム |
| 10月09日（水）                                           | 第4戦 | ピッツバーグ・パイレーツ | 1－12  | ロサンゼルス・ドジャース | ドジャー・スタジアム         | スリー・リバース・ · スタジアムドジャー・スタジアム |
| 優勝：ロサンゼルス・ドジャース（3勝1敗 / 8年ぶり17度目） |       |                          |        |                          |                              | スリー・リバース・ · スタジアムドジャー・スタジアム |

### 第1戦 10月5日
- スリー・リバース・スタジアム（ペンシルベニア州ピッツバーグ）

|                          | 1 | 2 | 3 | 4 | 5 | 6 | 7 | 8 | 9 | R | H | E |
| ------------------------ | - | - | - | - | - | - | - | - | - | - | - | - |
| ロサンゼルス・ドジャース | 0 | 1 | 0 | 0 | 0 | 0 | 0 | 0 | 2 | 3 | 9 | 2 |
| ピッツバーグ・パイレーツ | 0 | 0 | 0 | 0 | 0 | 0 | 0 | 0 | 0 | 0 | 4 | 0 |

1. 勝利：ドン・サットン（1勝）
2. 敗戦：ジェリー・ロイス（1敗）
3. 審判
［球審］ニック・コロシ
［塁審］一塁: ポール・プライアー、二塁: リー・ウェイヤー、三塁: ジョン・マクシェリー
［外審］左翼: シャグ・クロフォード、右翼: サッチ・デビッドソン
4. 試合開始時刻: 東部夏時間（UTC-4）午後1時14分  試合時間: 2時間25分  観客: 4万638人
詳細: MLB.com Gameday / Baseball-Reference.com

| ロサンゼルス・ドジャース | ロサンゼルス・ドジャース | ロサンゼルス・ドジャース | ロサンゼルス・ドジャース | ロサンゼルス・ドジャース                                                                              | ピッツバーグ・パイレーツ | ピッツバーグ・パイレーツ | ピッツバーグ・パイレーツ | ピッツバーグ・パイレーツ | ピッツバーグ・パイレーツ                                                                                             |
| ------------------------ | ------------------------ | ------------------------ | ------------------------ | --- | ------------------------ | ------------------------ | ------------------------ | ------------------------ | --- |
| 打順                     | 守備                     | 選手                     | 打席                     | D・サットンS・イェーガーS・ガービーD・ロープスR・セイB・ラッセルB・バックナーJ・ウィンJ・ファーガソン | 打順                     | 守備                     | 選手                     | 打席                     | J・ロイスM・サンギーエンE・カーク · パトリックR・ステネットR・ヘブナーF・タベラスW・スタージェルA・オリバーR・ジスク |
| 1                        | 二                       | D・ロープス              | 右                       | D・サットンS・イェーガーS・ガービーD・ロープスR・セイB・ラッセルB・バックナーJ・ウィンJ・ファーガソン | 1                        | 二                       | R・ステネット            | 右                       | J・ロイスM・サンギーエンE・カーク · パトリックR・ステネットR・ヘブナーF・タベラスW・スタージェルA・オリバーR・ジスク |
| 2                        | 左                       | B・バックナー            | 左                       | D・サットンS・イェーガーS・ガービーD・ロープスR・セイB・ラッセルB・バックナーJ・ウィンJ・ファーガソン | 2                        | 三                       | R・ヘブナー              | 左                       | J・ロイスM・サンギーエンE・カーク · パトリックR・ステネットR・ヘブナーF・タベラスW・スタージェルA・オリバーR・ジスク |
| 3                        | 中                       | J・ウィン                | 右                       | D・サットンS・イェーガーS・ガービーD・ロープスR・セイB・ラッセルB・バックナーJ・ウィンJ・ファーガソン | 3                        | 中                       | A・オリバー              | 左                       | J・ロイスM・サンギーエンE・カーク · パトリックR・ステネットR・ヘブナーF・タベラスW・スタージェルA・オリバーR・ジスク |
| 4                        | 一                       | S・ガービー              | 右                       | D・サットンS・イェーガーS・ガービーD・ロープスR・セイB・ラッセルB・バックナーJ・ウィンJ・ファーガソン | 4                        | 左                       | W・スタージェル          | 左                       | J・ロイスM・サンギーエンE・カーク · パトリックR・ステネットR・ヘブナーF・タベラスW・スタージェルA・オリバーR・ジスク |
| 5                        | 右                       | J・ファーガソン          | 右                       | D・サットンS・イェーガーS・ガービーD・ロープスR・セイB・ラッセルB・バックナーJ・ウィンJ・ファーガソン | 5                        | 右                       | R・ジスク                | 右                       | J・ロイスM・サンギーエンE・カーク · パトリックR・ステネットR・ヘブナーF・タベラスW・スタージェルA・オリバーR・ジスク |
| 6                        | 三                       | R・セイ                  | 右                       | D・サットンS・イェーガーS・ガービーD・ロープスR・セイB・ラッセルB・バックナーJ・ウィンJ・ファーガソン | 6                        | 捕                       | M・サンギーエン          | 右                       | J・ロイスM・サンギーエンE・カーク · パトリックR・ステネットR・ヘブナーF・タベラスW・スタージェルA・オリバーR・ジスク |
| 7                        | 遊                       | B・ラッセル              | 右                       | D・サットンS・イェーガーS・ガービーD・ロープスR・セイB・ラッセルB・バックナーJ・ウィンJ・ファーガソン | 7                        | 一                       | E・カークパトリック      | 左                       | J・ロイスM・サンギーエンE・カーク · パトリックR・ステネットR・ヘブナーF・タベラスW・スタージェルA・オリバーR・ジスク |
| 8                        | 捕                       | S・イェーガー            | 右                       | D・サットンS・イェーガーS・ガービーD・ロープスR・セイB・ラッセルB・バックナーJ・ウィンJ・ファーガソン | 8                        | 遊                       | F・タベラス              | 右                       | J・ロイスM・サンギーエンE・カーク · パトリックR・ステネットR・ヘブナーF・タベラスW・スタージェルA・オリバーR・ジスク |
| 9                        | 投                       | D・サットン              | 右                       | D・サットンS・イェーガーS・ガービーD・ロープスR・セイB・ラッセルB・バックナーJ・ウィンJ・ファーガソン | 9                        | 投                       | J・ロイス                | 左                       | J・ロイスM・サンギーエンE・カーク · パトリックR・ステネットR・ヘブナーF・タベラスW・スタージェルA・オリバーR・ジスク |
| 先発投手                 | 先発投手                 | 先発投手                 | 投球                     | D・サットンS・イェーガーS・ガービーD・ロープスR・セイB・ラッセルB・バックナーJ・ウィンJ・ファーガソン | 先発投手                 | 先発投手                 | 先発投手                 | 投球                     | J・ロイスM・サンギーエンE・カーク · パトリックR・ステネットR・ヘブナーF・タベラスW・スタージェルA・オリバーR・ジスク |
| D・サットン              | D・サットン              | D・サットン              | 右                       | D・サットンS・イェーガーS・ガービーD・ロープスR・セイB・ラッセルB・バックナーJ・ウィンJ・ファーガソン | J・ロイス                | J・ロイス                | J・ロイス                | 左                       | J・ロイスM・サンギーエンE・カーク · パトリックR・ステネットR・ヘブナーF・タベラスW・スタージェルA・オリバーR・ジスク |

### 第2戦 10月6日
- スリー・リバース・スタジアム（ペンシルベニア州ピッツバーグ）

|                          | 1 | 2 | 3 | 4 | 5 | 6 | 7 | 8 | 9 | R | H  | E |
| ------------------------ | - | - | - | - | - | - | - | - | - | - | -- | - |
| ロサンゼルス・ドジャース | 1 | 0 | 0 | 1 | 0 | 0 | 0 | 3 | 0 | 5 | 12 | 0 |
| ピッツバーグ・パイレーツ | 0 | 0 | 0 | 0 | 0 | 0 | 2 | 0 | 0 | 2 | 8  | 3 |

1. 勝利：アンディ・メサースミス（1勝）
2. 敗戦：デーブ・ジュスティ（1敗）
3. 本塁打
LAD：ロン・セイ1号ソロ
4. 審判
［球審］ポール・プライアー
［塁審］一塁: リー・ウェイヤー、二塁: ジョン・マクシェリー、三塁: シャグ・クロフォード
［外審］左翼: サッチ・デビッドソン、右翼: ニック・コロシ
5. 試合開始時刻: 東部夏時間（UTC-4）午後1時8分  試合時間: 2時間44分  観客: 4万9247人
詳細: MLB.com Gameday / Baseball-Reference.com

| ロサンゼルス・ドジャース | ロサンゼルス・ドジャース | ロサンゼルス・ドジャース | ロサンゼルス・ドジャース | ロサンゼルス・ドジャース                                                                                  | ピッツバーグ・パイレーツ | ピッツバーグ・パイレーツ | ピッツバーグ・パイレーツ | ピッツバーグ・パイレーツ | ピッツバーグ・パイレーツ                                                                                                 |
| ------------------------ | ------------------------ | ------------------------ | ------------------------ | --- | ------------------------ | ------------------------ | ------------------------ | ------------------------ | --- |
| 打順                     | 守備                     | 選手                     | 打席                     | A・メサースミスS・イェーガーS・ガービーD・ロープスR・セイB・ラッセルB・バックナーJ・ウィンJ・ファーガソン | 打順                     | 守備                     | 選手                     | 打席                     | J・ルッカーM・サンギーエンE・カーク · パトリックR・ステネットR・ヘブナーF・タベラスW・スタージェルA・オリバーD・パーカー |
| 1                        | 二                       | D・ロープス              | 右                       | A・メサースミスS・イェーガーS・ガービーD・ロープスR・セイB・ラッセルB・バックナーJ・ウィンJ・ファーガソン | 1                        | 二                       | R・ステネット            | 右                       | J・ルッカーM・サンギーエンE・カーク · パトリックR・ステネットR・ヘブナーF・タベラスW・スタージェルA・オリバーD・パーカー |
| 2                        | 左                       | B・バックナー            | 左                       | A・メサースミスS・イェーガーS・ガービーD・ロープスR・セイB・ラッセルB・バックナーJ・ウィンJ・ファーガソン | 2                        | 三                       | R・ヘブナー              | 左                       | J・ルッカーM・サンギーエンE・カーク · パトリックR・ステネットR・ヘブナーF・タベラスW・スタージェルA・オリバーD・パーカー |
| 3                        | 中                       | J・ウィン                | 右                       | A・メサースミスS・イェーガーS・ガービーD・ロープスR・セイB・ラッセルB・バックナーJ・ウィンJ・ファーガソン | 3                        | 中                       | A・オリバー              | 左                       | J・ルッカーM・サンギーエンE・カーク · パトリックR・ステネットR・ヘブナーF・タベラスW・スタージェルA・オリバーD・パーカー |
| 4                        | 一                       | S・ガービー              | 右                       | A・メサースミスS・イェーガーS・ガービーD・ロープスR・セイB・ラッセルB・バックナーJ・ウィンJ・ファーガソン | 4                        | 左                       | W・スタージェル          | 左                       | J・ルッカーM・サンギーエンE・カーク · パトリックR・ステネットR・ヘブナーF・タベラスW・スタージェルA・オリバーD・パーカー |
| 5                        | 右                       | J・ファーガソン          | 右                       | A・メサースミスS・イェーガーS・ガービーD・ロープスR・セイB・ラッセルB・バックナーJ・ウィンJ・ファーガソン | 5                        | 右                       | D・パーカー              | 左                       | J・ルッカーM・サンギーエンE・カーク · パトリックR・ステネットR・ヘブナーF・タベラスW・スタージェルA・オリバーD・パーカー |
| 6                        | 三                       | R・セイ                  | 右                       | A・メサースミスS・イェーガーS・ガービーD・ロープスR・セイB・ラッセルB・バックナーJ・ウィンJ・ファーガソン | 6                        | 捕                       | M・サンギーエン          | 右                       | J・ルッカーM・サンギーエンE・カーク · パトリックR・ステネットR・ヘブナーF・タベラスW・スタージェルA・オリバーD・パーカー |
| 7                        | 遊                       | B・ラッセル              | 右                       | A・メサースミスS・イェーガーS・ガービーD・ロープスR・セイB・ラッセルB・バックナーJ・ウィンJ・ファーガソン | 7                        | 一                       | E・カークパトリック      | 左                       | J・ルッカーM・サンギーエンE・カーク · パトリックR・ステネットR・ヘブナーF・タベラスW・スタージェルA・オリバーD・パーカー |
| 8                        | 捕                       | S・イェーガー            | 右                       | A・メサースミスS・イェーガーS・ガービーD・ロープスR・セイB・ラッセルB・バックナーJ・ウィンJ・ファーガソン | 8                        | 遊                       | F・タベラス              | 右                       | J・ルッカーM・サンギーエンE・カーク · パトリックR・ステネットR・ヘブナーF・タベラスW・スタージェルA・オリバーD・パーカー |
| 9                        | 投                       | A・メサースミス          | 右                       | A・メサースミスS・イェーガーS・ガービーD・ロープスR・セイB・ラッセルB・バックナーJ・ウィンJ・ファーガソン | 9                        | 投                       | J・ルッカー              | 右                       | J・ルッカーM・サンギーエンE・カーク · パトリックR・ステネットR・ヘブナーF・タベラスW・スタージェルA・オリバーD・パーカー |
| 先発投手                 | 先発投手                 | 先発投手                 | 投球                     | A・メサースミスS・イェーガーS・ガービーD・ロープスR・セイB・ラッセルB・バックナーJ・ウィンJ・ファーガソン | 先発投手                 | 先発投手                 | 先発投手                 | 投球                     | J・ルッカーM・サンギーエンE・カーク · パトリックR・ステネットR・ヘブナーF・タベラスW・スタージェルA・オリバーD・パーカー |
| A・メサースミス          | A・メサースミス          | A・メサースミス          | 右                       | A・メサースミスS・イェーガーS・ガービーD・ロープスR・セイB・ラッセルB・バックナーJ・ウィンJ・ファーガソン | J・ルッカー              | J・ルッカー              | J・ルッカー              | 左                       | J・ルッカーM・サンギーエンE・カーク · パトリックR・ステネットR・ヘブナーF・タベラスW・スタージェルA・オリバーD・パーカー |

### 第3戦 10月8日
- ドジャー・スタジアム（カリフォルニア州ロサンゼルス）

|                          | 1 | 2 | 3 | 4 | 5 | 6 | 7 | 8 | 9 | R | H  | E |
| ------------------------ | - | - | - | - | - | - | - | - | - | - | -- | - |
| ピッツバーグ・パイレーツ | 5 | 0 | 2 | 0 | 0 | 0 | 0 | 0 | 0 | 7 | 10 | 2 |
| ロサンゼルス・ドジャース | 0 | 0 | 0 | 0 | 0 | 0 | 0 | 0 | 0 | 0 | 4  | 5 |

1. 勝利：ブルース・キーソン（1勝）
2. 敗戦：ダグ・ラウ（1敗）
3. 本塁打
PIT：ウィリー・スタージェル1号3ラン、リッチー・ヘブナー1号2ラン
4. 審判
［球審］リー・ウェイヤー
［塁審］一塁: ジョン・マクシェリー、二塁: シャグ・クロフォード、三塁: サッチ・デビッドソン
［外審］左翼: ニック・コロシ、右翼: ポール・プライアー
5. 試合開始時刻: 太平洋夏時間（UTC-7）午後0時40分  試合時間: 2時間41分  観客: 5万5953人
詳細: MLB.com Gameday / Baseball-Reference.com

| ピッツバーグ・パイレーツ | ピッツバーグ・パイレーツ | ピッツバーグ・パイレーツ | ピッツバーグ・パイレーツ | ピッツバーグ・パイレーツ                                                                                             | ロサンゼルス・ドジャース | ロサンゼルス・ドジャース | ロサンゼルス・ドジャース | ロサンゼルス・ドジャース | ロサンゼルス・ドジャース                                                                            |
| ------------------------ | ------------------------ | ------------------------ | ------------------------ | --- | ------------------------ | ------------------------ | ------------------------ | ------------------------ | --------------------------------------------------------------------------------------------------- |
| 打順                     | 守備                     | 選手                     | 打席                     | B・キーソンM・サンギーエンB・ロバート · ソンR・ステネットR・ヘブナーM・メンドーサW・スタージェルA・オリバーR・ジスク | 打順                     | 守備                     | 選手                     | 打席                     | D・ラウJ・ファーガソンS・ガービーD・ロープスR・セイB・ラッセルB・バックナーJ・ウィンW・クロフォード |
| 1                        | 二                       | R・ステネット            | 右                       | B・キーソンM・サンギーエンB・ロバート · ソンR・ステネットR・ヘブナーM・メンドーサW・スタージェルA・オリバーR・ジスク | 1                        | 二                       | D・ロープス              | 右                       | D・ラウJ・ファーガソンS・ガービーD・ロープスR・セイB・ラッセルB・バックナーJ・ウィンW・クロフォード |
| 2                        | 捕                       | M・サンギーエン          | 右                       | B・キーソンM・サンギーエンB・ロバート · ソンR・ステネットR・ヘブナーM・メンドーサW・スタージェルA・オリバーR・ジスク | 2                        | 左                       | B・バックナー            | 左                       | D・ラウJ・ファーガソンS・ガービーD・ロープスR・セイB・ラッセルB・バックナーJ・ウィンW・クロフォード |
| 3                        | 中                       | A・オリバー              | 左                       | B・キーソンM・サンギーエンB・ロバート · ソンR・ステネットR・ヘブナーM・メンドーサW・スタージェルA・オリバーR・ジスク | 3                        | 中                       | J・ウィン                | 右                       | D・ラウJ・ファーガソンS・ガービーD・ロープスR・セイB・ラッセルB・バックナーJ・ウィンW・クロフォード |
| 4                        | 左                       | W・スタージェル          | 左                       | B・キーソンM・サンギーエンB・ロバート · ソンR・ステネットR・ヘブナーM・メンドーサW・スタージェルA・オリバーR・ジスク | 4                        | 一                       | S・ガービー              | 右                       | D・ラウJ・ファーガソンS・ガービーD・ロープスR・セイB・ラッセルB・バックナーJ・ウィンW・クロフォード |
| 5                        | 右                       | R・ジスク                | 右                       | B・キーソンM・サンギーエンB・ロバート · ソンR・ステネットR・ヘブナーM・メンドーサW・スタージェルA・オリバーR・ジスク | 5                        | 右                       | W・クロフォード          | 左                       | D・ラウJ・ファーガソンS・ガービーD・ロープスR・セイB・ラッセルB・バックナーJ・ウィンW・クロフォード |
| 6                        | 一                       | B・ロバートソン          | 右                       | B・キーソンM・サンギーエンB・ロバート · ソンR・ステネットR・ヘブナーM・メンドーサW・スタージェルA・オリバーR・ジスク | 6                        | 三                       | R・セイ                  | 右                       | D・ラウJ・ファーガソンS・ガービーD・ロープスR・セイB・ラッセルB・バックナーJ・ウィンW・クロフォード |
| 7                        | 三                       | R・ヘブナー              | 左                       | B・キーソンM・サンギーエンB・ロバート · ソンR・ステネットR・ヘブナーM・メンドーサW・スタージェルA・オリバーR・ジスク | 7                        | 捕                       | J・ファーガソン          | 右                       | D・ラウJ・ファーガソンS・ガービーD・ロープスR・セイB・ラッセルB・バックナーJ・ウィンW・クロフォード |
| 8                        | 遊                       | M・メンドーサ            | 右                       | B・キーソンM・サンギーエンB・ロバート · ソンR・ステネットR・ヘブナーM・メンドーサW・スタージェルA・オリバーR・ジスク | 8                        | 遊                       | B・ラッセル              | 右                       | D・ラウJ・ファーガソンS・ガービーD・ロープスR・セイB・ラッセルB・バックナーJ・ウィンW・クロフォード |
| 9                        | 投                       | B・キーソン              | 右                       | B・キーソンM・サンギーエンB・ロバート · ソンR・ステネットR・ヘブナーM・メンドーサW・スタージェルA・オリバーR・ジスク | 9                        | 投                       | D・ラウ                  | 左                       | D・ラウJ・ファーガソンS・ガービーD・ロープスR・セイB・ラッセルB・バックナーJ・ウィンW・クロフォード |
| 先発投手                 | 先発投手                 | 先発投手                 | 投球                     | B・キーソンM・サンギーエンB・ロバート · ソンR・ステネットR・ヘブナーM・メンドーサW・スタージェルA・オリバーR・ジスク | 先発投手                 | 先発投手                 | 先発投手                 | 投球                     | D・ラウJ・ファーガソンS・ガービーD・ロープスR・セイB・ラッセルB・バックナーJ・ウィンW・クロフォード |
| B・キーソン              | B・キーソン              | B・キーソン              | 右                       | B・キーソンM・サンギーエンB・ロバート · ソンR・ステネットR・ヘブナーM・メンドーサW・スタージェルA・オリバーR・ジスク | D・ラウ                  | D・ラウ                  | D・ラウ                  | 左                       | D・ラウJ・ファーガソンS・ガービーD・ロープスR・セイB・ラッセルB・バックナーJ・ウィンW・クロフォード |

### 第4戦 10月9日
- ドジャー・スタジアム（カリフォルニア州ロサンゼルス）

|                          | 1 | 2 | 3 | 4 | 5 | 6 | 7 | 8 | 9 | R  | H  | E |
| ------------------------ | - | - | - | - | - | - | - | - | - | -- | -- | - |
| ピッツバーグ・パイレーツ | 0 | 0 | 0 | 0 | 0 | 0 | 1 | 0 | 0 | 1  | 3  | 1 |
| ロサンゼルス・ドジャース | 1 | 0 | 2 | 0 | 2 | 2 | 2 | 3 | X | 12 | 12 | 0 |

1. 勝利：ドン・サットン（2勝）
2. 敗戦：ジェリー・ロイス（2敗）
3. 本塁打
PIT：ウィリー・スタージェル2号ソロ
LAD：スティーブ・ガービー1号2ラン・2号2ラン
4. 審判
［球審］ジョン・マクシェリー
［塁審］一塁: シャグ・クロフォード、二塁: サッチ・デビッドソン、三塁: ニック・コロシ
［外審］左翼: ポール・プライアー、右翼: リー・ウェイヤー
5. 試合開始時刻: 太平洋夏時間（UTC-7）午後0時38分  試合時間: 2時間36分  観客: 5万4424人
詳細: MLB.com Gameday / Baseball-Reference.com

| ピッツバーグ・パイレーツ | ピッツバーグ・パイレーツ | ピッツバーグ・パイレーツ | ピッツバーグ・パイレーツ | ピッツバーグ・パイレーツ                                                                                                 | ロサンゼルス・ドジャース | ロサンゼルス・ドジャース | ロサンゼルス・ドジャース | ロサンゼルス・ドジャース | ロサンゼルス・ドジャース                                                                              |
| ------------------------ | ------------------------ | ------------------------ | ------------------------ | --- | ------------------------ | ------------------------ | ------------------------ | ------------------------ | --- |
| 打順                     | 守備                     | 選手                     | 打席                     | J・ロイスM・サンギーエンE・カーク · パトリックR・ステネットR・ヘブナーM・メンドーサW・スタージェルA・オリバーD・パーカー | 打順                     | 守備                     | 選手                     | 打席                     | D・サットンS・イェーガーS・ガービーD・ロープスR・セイB・ラッセルB・バックナーJ・ウィンJ・ファーガソン |
| 1                        | 二                       | R・ステネット            | 右                       | J・ロイスM・サンギーエンE・カーク · パトリックR・ステネットR・ヘブナーM・メンドーサW・スタージェルA・オリバーD・パーカー | 1                        | 二                       | D・ロープス              | 右                       | D・サットンS・イェーガーS・ガービーD・ロープスR・セイB・ラッセルB・バックナーJ・ウィンJ・ファーガソン |
| 2                        | 三                       | R・ヘブナー              | 左                       | J・ロイスM・サンギーエンE・カーク · パトリックR・ステネットR・ヘブナーM・メンドーサW・スタージェルA・オリバーD・パーカー | 2                        | 左                       | B・バックナー            | 左                       | D・サットンS・イェーガーS・ガービーD・ロープスR・セイB・ラッセルB・バックナーJ・ウィンJ・ファーガソン |
| 3                        | 中                       | A・オリバー              | 左                       | J・ロイスM・サンギーエンE・カーク · パトリックR・ステネットR・ヘブナーM・メンドーサW・スタージェルA・オリバーD・パーカー | 3                        | 中                       | J・ウィン                | 右                       | D・サットンS・イェーガーS・ガービーD・ロープスR・セイB・ラッセルB・バックナーJ・ウィンJ・ファーガソン |
| 4                        | 左                       | W・スタージェル          | 左                       | J・ロイスM・サンギーエンE・カーク · パトリックR・ステネットR・ヘブナーM・メンドーサW・スタージェルA・オリバーD・パーカー | 4                        | 一                       | S・ガービー              | 右                       | D・サットンS・イェーガーS・ガービーD・ロープスR・セイB・ラッセルB・バックナーJ・ウィンJ・ファーガソン |
| 5                        | 右                       | D・パーカー              | 左                       | J・ロイスM・サンギーエンE・カーク · パトリックR・ステネットR・ヘブナーM・メンドーサW・スタージェルA・オリバーD・パーカー | 5                        | 右                       | J・ファーガソン          | 右                       | D・サットンS・イェーガーS・ガービーD・ロープスR・セイB・ラッセルB・バックナーJ・ウィンJ・ファーガソン |
| 6                        | 捕                       | M・サンギーエン          | 右                       | J・ロイスM・サンギーエンE・カーク · パトリックR・ステネットR・ヘブナーM・メンドーサW・スタージェルA・オリバーD・パーカー | 6                        | 三                       | R・セイ                  | 右                       | D・サットンS・イェーガーS・ガービーD・ロープスR・セイB・ラッセルB・バックナーJ・ウィンJ・ファーガソン |
| 7                        | 一                       | E・カークパトリック      | 左                       | J・ロイスM・サンギーエンE・カーク · パトリックR・ステネットR・ヘブナーM・メンドーサW・スタージェルA・オリバーD・パーカー | 7                        | 遊                       | B・ラッセル              | 右                       | D・サットンS・イェーガーS・ガービーD・ロープスR・セイB・ラッセルB・バックナーJ・ウィンJ・ファーガソン |
| 8                        | 遊                       | M・メンドーサ            | 右                       | J・ロイスM・サンギーエンE・カーク · パトリックR・ステネットR・ヘブナーM・メンドーサW・スタージェルA・オリバーD・パーカー | 8                        | 右                       | S・イェーガー            | 右                       | D・サットンS・イェーガーS・ガービーD・ロープスR・セイB・ラッセルB・バックナーJ・ウィンJ・ファーガソン |
| 9                        | 投                       | J・ロイス                | 左                       | J・ロイスM・サンギーエンE・カーク · パトリックR・ステネットR・ヘブナーM・メンドーサW・スタージェルA・オリバーD・パーカー | 9                        | 投                       | D・サットン              | 右                       | D・サットンS・イェーガーS・ガービーD・ロープスR・セイB・ラッセルB・バックナーJ・ウィンJ・ファーガソン |
| 先発投手                 | 先発投手                 | 先発投手                 | 投球                     | J・ロイスM・サンギーエンE・カーク · パトリックR・ステネットR・ヘブナーM・メンドーサW・スタージェルA・オリバーD・パーカー | 先発投手                 | 先発投手                 | 先発投手                 | 投球                     | D・サットンS・イェーガーS・ガービーD・ロープスR・セイB・ラッセルB・バックナーJ・ウィンJ・ファーガソン |
| J・ロイス                | J・ロイス                | J・ロイス                | 左                       | J・ロイスM・サンギーエンE・カーク · パトリックR・ステネットR・ヘブナーM・メンドーサW・スタージェルA・オリバーD・パーカー | D・サットン              | D・サットン              | D・サットン              | 右                       | D・サットンS・イェーガーS・ガービーD・ロープスR・セイB・ラッセルB・バックナーJ・ウィンJ・ファーガソン |